# Perry Mason (televisieserie uit 2020)
Perry Mason is een Amerikaanse misdaadserie. De reeks, die gebaseerd werd op de gelijknamige protagonist uit de boeken van auteur Erle Stanley Gardner, ging op 21 juni 2020 in première op de Amerikaanse betaalzender HBO. Het titelpersonage wordt vertolkt door Matthew Rhys.

## Verhaal
Privédetective Perry Mason, die worstelt met een laag inkomen, mislukt huwelijk en zijn oorlogsverleden, probeert in het Los Angeles van 1932 een kinderontvoering op te helderen. Terwijl de rest van het land nog lijdt onder de Grote Depressie kent de stad dankzij onder meer de Olympische Spelen en de opkomst van de geluidsfilm een bloeiperiode.

## Rolverdeling
| Acteur / actrice | Personage                      |
| ---------------- | ------------------------------ |
| Matthew Rhys     | Perry Mason                    |
| Tatiana Maslany  | Sister Alice                   |
| John Lithgow     | Elias Birchard "E.B." Jonathan |
| Chris Chalk      | Paul Drake                     |
| Shea Whigham     | Pete Strickland                |
| Juliet Rylance   | Della Street                   |
| Nate Corddry     | Matthew Dodson                 |
| Gayle Rankin     | Emily Dodson                   |
| Lili Taylor      | Birdy McKeegan                 |
| Andrew Howard    | Detective Ennis                |
| Eric Lange       | Detective Holcomb              |
| Robert Patrick   | Herman Baggerly                |
| Stephen Root     | Maynard Barnes                 |
| Jefferson Mays   | Virgil                         |

## Productie
Van 1933 tot 1970 schreef auteur Erle Stanley Gardner meer dan 80 detectiveromans over de fictieve strafrechtadvocaat en speurneus Perry Mason. In de 20e eeuw werden er verscheidene radioshows, films en televisieseries op de boeken gebaseerd.
In 2011 raakte bekend dat acteur Robert Downey jr. plannen had om samen met Warner Brothers en zijn eigen productiebedrijf Team Downey een nieuwe Perry Masonfilm te producen, met Downey ook als hoofdrolspeler. De studio wilde oorspronkelijk een hedendaagse adaptatie van het werk van Gardner, maar Downey en producent David Gambino stelden een verhaal voor dat zich in het Los Angeles van de jaren 1930 afspeelde en zich focuste op de beginjaren van Masons carrière. In 2012 werd scenarist Marc Guggenheim benaderd om het script te schrijven.
Omdat het filmproject niet van de grond kwam, werd in 2016 besloten om het tot een televisieproductie voor HBO om te vormen. Nic Pizzolatto, die eerder voor HBO al de misdaadserie True Detective had bedacht, werd als scenarist in dienst genomen. Een jaar later stapte Pizzolatto op om aan het derde seizoen van True Detective te kunnen werken. Hij werd vervangen door scenaristen Rolin Jones en Ron Fitzgerald. De twee lazen de eerste acht romans van Gardner maar kwamen al snel tot de vaststelling dat de boeken weinig emotionele en psychologische achtergrond over het hoofdpersonage bevatten. De twee stelden daarom voor om van de serie een prequel te maken die de gaten in Masons geschiedenis invulde. Ook andere werken van Gardner, zoals korte detectiveverhalen die hij voor tijdschriften schreef, werden als bronmateriaal gebruikt.
In 2018 raakte bekend dat Downey vanwege een te drukke agenda niet langer zelf de hoofdrol zou vertolken. De acteur bleef wel als producent bij het project betrokken. In 2020 tekende hij met zijn productiebedrijf ook een samenwerkingsovereenkomst met HBO.
In januari 2019 raakte bekend dat Matthew Rhys de hoofdrol zou vertolken. Twee maanden later werd Tim Van Patten in dienst genomen om de miniserie te regisseren. In de daaropvolgende maanden raakte de casting van onder meer Tatiana Maslany, John Lithgow, Chris Chalk en Shea Whigham bekend.
De opnames gingen in augustus 2019 van start in en rond Los Angeles. Er werd onder meer gefilmd in het centrum van San Pedro.
De serie ging op 21 juni 2020 in première op HBO. De eerste aflevering vestigde met 1,7 miljoen kijkers een record voor de betaalzender. Ondanks het feit dat Perry Mason als een miniserie ontwikkeld en gepromoot werd, gaf HBO in juli 2020 groen licht voor een tweede seizoen.

## Afleveringen

### Seizoen 1 (2020)
| Afl. | Titel           | Regie               | Scenario                                 | Releasedatum    |
| ---- | --------------- | ------------------- | ---------------------------------------- | --------------- |
| 1    | "Chapter One"   | Tim Van Patten      | Rolin Jones, Ron Fitzgerald              | 21 juni 2020    |
| 2    | "Chapter Two"   | Tim Van Patten      | Rolin Jones, Ron Fitzgerald              | 28 juni 2020    |
| 3    | "Chapter Three" | Tim Van Patten      | Rolin Jones, Ron Fitzgerald              | 5 juli 2020     |
| 4    | "Chapter Four"  | Deniz Gamze Ergüven | Steven Hanna, Sarah Kelly Kaplan         | 12 juli 2020    |
| 5    | "Chapter Five"  | Deniz Gamze Ergüven | Eleanor Burgess                          | 19 juli 2020    |
| 6    | "Chapter Six"   | Deniz Gamze Ergüven | Kevin Hynes                              | 26 juli 2020    |
| 7    | "Chapter Seven" | Tim Van Patten      | Howard Korder                            | 2 augustus 2020 |
| 8    | "Chapter Eight" | Tim Van Patten      | Rolin Jones, Ron Fitzgerald, Kevin Hynes | 9 augustus 2020 |

## Trivia
- De serie speelt zich af in 1932 en draait rond de ontvoering van een kind. In 1932 was Amerika in de ban van de ontvoering van Charles Lindbergh jr., de twintig maanden oude zoon van luchtvaartpioniers Charles Lindbergh en Anne Morrow. Ook de bekende detectiveroman Moord in de Oriënt-Expres (1934) van schrijfster Agatha Christie is gebaseerd op de Lindbergh-ontvoeringszaak.
- Het personage 'Sister Alice', de excentrieke evangeliste van de Radiant Assembly of God, is een verwijzing naar Aimee Semple McPherson (alias Sister Aimee).[18][19]